# Коцьолок Ярослав
Ярослав Коцьолок (псевдо: «Крилач», «Сухий»; нар. 1 квітня 1922, с. Даровичі, Перемиський повіт, Польща — пом. 13 червня 1947, с. Завадка Бещадського повіту, ґміна Устрики-Долішні, Підкарпатське воєводство, Польща) — поручник УПА, командир сотень «Ударники-6», «Ударники-8» 26-го Територіального відтинку «Лемко» групи УПА-Захід. Лицар Бронзового Хреста Бойової Заслуги.

## Життєпис

Сотенний Ярослав Коцьолок («Крилач») приймає звіт 3-го рою 4-ї чоти. Корманицький ліс. Травень 1947 р.

Ярослав Коцьолок народився 1 квітня 1922 року, в селі Даровичі Перемиського повіту. Початкову школу проходив у своєму рідному селі. В 1935 році продовжив подальше навчання у Перимишльській гімназії ім. Маркіяна Шашкевича, котру закінчив 1939 році.
У 1941 році став членом Організації українських націоналістів (ОУН). В 1942 році, направлений до школи української допоміжної поліції у Львові, після закінчення котрої служив у поліції в с. Нижанковичі, Паєнчанського повіту. В цей час Ярослав активно займався розвитком українського підпілля.
Влітку 1944 року пішов з поліції і вступив до лав УПА. Спершу чотовий у сотні «Стаха» («Ударники — 8»), пізніше протягом деякого часу і сотенний. Очолював сотню «Ударники-6». 25 травня 1947 року, за наказом заступника провідника ОУН на Закерзонні Василя Галаси-«Орлана», сотні «Ударники-4», «Ударники-6» та «Ударники-7» об'єдналися в один курінь, під командуванням Володимира Щигельського.
«Крилач» загинув 13 червня 1947 року під час переходу на Захід, в лісі біля с. Завадки Перемиського повіту, Підкарпатське воєводство.
Наказом УПА-«Захід» ч.18 від 01.03 1946 р. Ярослав Коцьолок «Крилач» був нагороджений Бронзовим Хрестом Бойової Заслуги.